# 키프로스컵 (남자 축구)
키프로스컵(Cypriot Cup), 후원 목적으로 코카콜라 키프로스 1부 및 2부 리그컵(그리스어: Κύπελλο Κύπρου Coca-Cola A' B' Κατηγορίας)으로 공식적으로 알려진 이 대회는 키프로스 축구 협회에서 매년 개최하는 키프로스의 녹아웃 축구 클럽 대회이다.
1934년에 처음 개최되었으며, 키프로스 퍼스트 디비전에 이어 키프로스 축구에서 두 번째로 중요한 대회이다. 2008년부터는 1부 및 2부 리그 팀들이 참가하며, 3부 및 4부 리그 팀들은 하부 리그 키프로스컵에 참가한다.
키프로스컵 우승팀은 유럽 축구 연맹의 유럽 대회 중 하나와 키프로스 슈퍼컵 출전 자격을 얻는다. 아포엘이 21회 우승으로 대회에서 가장 성공적인 팀이다. AEK 라르나카가 2024–25 결승전에서 이전 우승팀인 파포스를 꺾고 현재 우승팀이다.

## 역사
키프로스컵은 키프로스 축구 협회가 설립된 해인 1934–35 시즌에 처음 개최되었다. 1934–35 키프로스컵은 1934–35 키프로스 퍼스트 디비전 이전에 개최된 CFA가 주최한 최초의 대회였다. 키프로스컵은 이후 매 시즌 다음과 같은 예외를 제외하고 매 시즌 개최되었다.
1. 1941–1944년 기간 동안, 제2차 세계 대전으로 인해 대회가 개최되지 않았다. 많은 키프로스인들이 그리스 및 영국 군대에 자원 입대했고, 키프로스 헌법도 제정되었다. 대부분의 팀은 그리스 국민과 군대를 돕기 위해 돈과 의류를 모아 그리스로 보내는 국가적 프로젝트를 수행했다. 또한 많은 그리스 난민들이 키프로스로 피난했다. 전쟁 상황으로 인해 CFA는 모든 대회 중단을 결정했다.[4][5][6]
2. 1955–58년 및 1959–61년 기간 동안, EOKA 투쟁에 관한 키프로스의 불안정한 상황으로 인해 대회가 개최되지 않았다. 한편, 1958–59 시즌에는 특별컵이 개최되었다. 그 시즌에는 동일한 이유로 키프로스 챔피언십이 개최되지 않았다. 상황이 개선되고 키프로스가 독립으로 나아갈 때, CFA는 몇 달 동안 활동하지 않았던 팀들을 복귀시키고 "독립컵"이라고 불리는 특별컵을 시작하기로 결정했다. 이 대회는 공식 대회였고 우승팀은 키프로스컵 우승팀으로 기록되었다.[4][7][8] 이 컵은 1961–62 시즌에 다시 개최되었다.
3. 2019–20 시즌에는 코로나19 범유행으로 인해 8강전 이후 대회가 중단되었다.

1962년부터 대회의 후원사는 코카콜라 키프로스(Lanitis Bros Ltd)이다. 1998년 대회는 공식적으로 코카콜라 키프로스컵으로 명명되었다.

## 참가팀
처음에는 키프로스 퍼스트 디비전 팀만 대회에 참가할 수 있었다. 키프로스 세컨드 디비전은 당시 리그가 아닌 것으로 간주되었는데, 이는 주로 1부 리그 클럽의 리저브 팀으로 구성되었기 때문이다.
1952–53부터 2007–08까지 키프로스 세컨드 디비전 팀도 1963–64 시즌을 제외하고 키프로스컵에 참가했다. 1960년대와 1970년대의 특정 시즌에는 리그 상위 팀만 참가했다. 1975–76 이후부터 2부 리그의 모든 팀이 키프로스컵에 참가했다. 2부 리그 팀이 결승에 진출한 적은 없지만, 1953–54의 네아 살라미나, 1983–84의 오르페아스 니코시아, 1984–85의 PAEEK, 2005–06의 AEP 파포스가 4강에 진출했다.
1971–72부터 2007–08까지 키프로스 서드 디비전 팀들이 키프로스컵에 참가했다. 2008–09부터 3부 리그 팀들은 더 이상 참가할 수 없지만, 원할 경우 하부 리그 키프로스컵에 참가할 수 있다. 3부 리그 팀이 결승이나 4강에 진출한 적은 없지만, 1987–88의 할카노라스 이달리우가 한 번 8강에 진출했다.
키프로스 포스 디비전 팀들은 1986–87부터 2007–08까지 키프로스컵에 참가했다. 2008–09부터 키프로스 4부 리그 팀들은 키프로스컵에 참가하지 않지만, 하부 리그 키프로스컵에 참가할 수 있다.

## 형식
컵의 구조는 여러 해 동안 변경되었다.
1. 1934–35부터 1983–84까지 대회는 전통적으로 순수 녹아웃 토너먼트였다. 모든 라운드에서 각 경기는 단판으로 치러졌으며, 추첨 결과에 따라 두 팀 중 한 팀의 홈 구장에서 개최되었다. 각 경기 승자는 다음 라운드에 진출했다. 경기가 무승부일 경우 연장전이 이어졌다. 연장전에서도 무승부일 경우, 첫 경기에서 원정 팀이었던 팀의 구장에서 재경기가 열렸다. 1958–59 키프로스컵과 1973–74 키프로스컵은 예외적으로 결승전만 단판이었고 모든 경기가 2차전으로 치러졌다.
2. 1984–85부터 2001–02까지 대회는 전통적으로 순수 녹아웃 토너먼트였다. 예선 라운드는 단판으로 치러졌으며, 추첨 결과에 따라 두 팀 중 한 팀의 홈 구장에서 개최되었다. 1라운드부터 모든 경기는 결승전만 단판이었고 2차전으로 치러졌다.
3. 2002–03부터 2005–06까지 대회는 전통적으로 순수 녹아웃 토너먼트였다. 예선 라운드는 단판으로 치러졌으며, 추첨 결과에 따라 두 팀 중 한 팀의 홈 구장에서 개최되었다. 1라운드부터 모든 경기는 2차전으로 치러졌으며, 16강전은 팀들이 네 그룹으로 나뉘어 각 그룹의 네 팀이 서로 두 번씩 맞붙어 홈과 원정에서 한 번씩 경기를 했다. 각 그룹의 우승팀과 준우승팀은 8강에 진출했다. 결승전은 단판이었다.
4. 2006–07부터 2007–08까지 대회는 전통적으로 순수 녹아웃 토너먼트였다. 예선 라운드는 단판으로 치러졌으며, 추첨 결과에 따라 두 팀 중 한 팀의 홈 구장에서 개최되었다. 1라운드부터 모든 경기는 2차전으로 치러졌으며, 8강전은 팀들이 두 그룹으로 나뉘어 각 그룹의 네 팀이 서로 두 번씩 맞붙어 홈과 원정에서 한 번씩 경기를 했다. 각 그룹의 우승팀과 준우승팀은 4강에 진출했다. 결승전은 단판이었다.
5. 2008–09부터 2010–11까지 대회는 전통적으로 순수 녹아웃 토너먼트였다. 결승전만 단판이었고 모든 경기는 2차전으로 치러졌다. 2011–12부터 예선 라운드는 단판으로 치러졌으며, 추첨 결과에 따라 두 팀 중 한 팀의 홈 구장에서 개최되었다. 1라운드부터 모든 경기는 결승전만 단판이었고 2차전으로 치러졌다.
6. 2011–12부터 대회는 전통적으로 순수 녹아웃 토너먼트이다. 예선 라운드는 단판으로 치러졌으며, 추첨 결과에 따라 두 팀 중 한 팀의 홈 구장에서 개최된다. 1라운드부터 모든 경기는 결승전만 단판으로 치러지고 2차전으로 치러진다.

## 유럽 대회 참가
1962–63부터 키프로스컵 우승팀은 유럽 축구 연맹 대회 중 하나에 출전한다. 처음에는 UEFA 컵위너스컵이었다. 1999년 컵위너스컵이 폐지된 후, 키프로스컵 우승팀은 유로파리그로 알려진 UEFA컵에 출전하게 되었다. 2022–23 시즌부터 컵 우승팀은 UEFA 유로파리그 예선 라운드에 진출한다.
이전에는 컵 우승팀이 키프로스 퍼스트 디비전 우승팀이기도 한 경우(유럽 대회에 이미 진출한 경우), 컵 준우승팀에게 그 자격이 주어졌다. 2015년부터 UEFA의 결정에 따라 컵 우승팀이 키프로스 퍼스트 디비전 우승팀이기도 한 경우, 키프로스컵 우승팀의 자격은 국내 챔피언십 2위 팀에게 주어지며, 4위 팀도 동일한 유럽 대회에 출전 자격을 얻는다.

## 개최 경기장 (결승전)
키프로스컵 결승전은 여섯 개의 다른 경기장에서 열렸다. 1934–35부터 1974–75까지 결승전은 니코시아의 구 GSP 스타디움에서 열렸는데, 이는 경기장이 두 결승 진출 팀 중 한 팀의 홈 구장이었는지 여부에 상관없었다. 유일한 예외는 오모니아와 아노르토시스가 GSP 스타디움(오모니아의 홈 구장)에서 무승부를 기록한 후 재경기가 필요했던 1970–71 키프로스컵이었다. 재경기는 파마구스타의 아노르토시스 홈 구장인 GSE 스타디움에서 열렸다. GSP 스타디움은 당시 키프로스에서 가장 수용 인원이 큰 경기장이었기 때문에 결승전 경기장으로 선택되었다.
1975년 리마솔에 치리온 스타디움이 건설되었고, 이 경기장에서 1975–76 결승전이 열렸다. 다음 두 결승전은 GSP 스타디움에서 열렸다. 1977–78 결승전은 구 GSP 스타디움에서 열린 마지막 결승전이었다. 1978–79 결승전은 니코시아에 새로 건설된 마카리오 스타디움에서 열렸다.
1981년 이후 결승전 경기장은 중립성을 고려하여 선택되었다. 두 팀이 다른 도시에 기반을 둔 경우 결승전은 제3의 도시에서 열렸다. 이것이 불가능한 경우(1989년까지 니코시아와 리마솔에만 적합한 경기장이 있었다) 결승전 경기장은 추첨으로 결정되었다.
1999년 신 GSP 스타디움이 건설되었고, 오모니아와 아포엘의 1999–00 결승전을 개최했다. 그 이후로 큰 수용 인원 때문에 GSP 스타디움은 종종 중립 경기장이 아니더라도 컵 결승전의 첫 번째 선택으로 항상 간주되는데, 이는 아포엘과 오모니아가 결승전에 자주 출전하기 때문이다.
다음 표는 1934–35부터 2022–23 시즌까지 키프로스컵 결승전을 개최한 경기장, 각 경기장이 개최한 결승전 수, 각 경기장이 결승전을 개최한 시즌을 보여준다. 키프로스컵은 81회 개최되었지만, 5번의 경우 재경기가 필요했고 2019–20 키프로스컵은 중단되었기 때문에 85번의 결승전이 열렸다.
| 경기장            | N. | 시즌 |
| ----------------- | -- | --- |
| 구 GSP 스타디움   | 37 | 1934–35 (결승 2회), 1935–36, 1936–37 1937–38 1938–39, 1939–40, 1940–41, 1944–45, 1945–46, 1946–47, 1947–48, 1948–49, 1949–50, 1950–51, 1951–52, 1952–53, 1953–54, 1954–55, 1958–59, 1961–62, 1962–63 (결승 2회), 1963–64, 1964–65, 1965–66, 1966–67, 1967–68, 1968–69, 1969–70, 1970–71, 1971–72, 1972–73, 1973–74, 1974–75, 1976–77, 1977–78 |
| GSP 스타디움      | 19 | 1999–00, 2000–01, 2001–02, 2002–03, 2003–04, 2004–05, 2006–07, 2007–08, 2008–09, 2011–12, 2013–14, 2016–17, 2017–18, 2018–19, 2020–21, 2021-22, 2022-23, 2023-24, 2024-25 |
| 치리온 스타디움   | 18 | 1975–76, 1980–81 (결승 2회), 1981–82, 1982–83, 1983–84, 1985–86, 1986–87, 1987–88, 1988–89, 1989–90, 1991–92, 1993–94, 1994–95, 1995–96, 1998–99, 2012–13, 2015–16 |
| 마카리오 스타디움 | 7  | 1978–79, 1979–80, 1981–82 (재경기), 1984–85, 1990–91, 1996–97, 1997–98 |
| GSZ 스타디움      | 5  | 1992–93, 2005–06, 2009–10, 2010–11, 2014–15 |
| GSE 스타디움      | 1  | 1970–71 (재경기) |

## 키프로스컵 결승전
다음 표는 각 시즌 컵 결승전에 참가한 팀을 나열한 것이다.
| 시즌      | 우승                          | 점수                          | 준우승                        |
| --------- | ----------------------------- | ----------------------------- | ----------------------------- |
| 1934–35   | 트러스트                      | 0–0 / 1–0 (R)                 | 아포엘                        |
| 1935–36   | 트러스트                      | 4–1                           | 레프코샤 튀르크 스포르 쿨뤼뷔 |
| 1936–37   | 아포엘                        | 2–1                           | 트러스트                      |
| 1937–38   | 트러스트                      | 2–1                           | AEL 리마솔                    |
| 1938–39   | AEL 리마솔                    | 3–1                           | 아포엘                        |
| 1939–40   | AEL 리마솔                    | 3–1                           | 페조포리코스 라르나카         |
| 1940–41   | 아포엘                        | 2–1                           | AEL 리마솔                    |
| 1941–1944 | 제2차 세계 대전으로 인해 중단 | 제2차 세계 대전으로 인해 중단 | 제2차 세계 대전으로 인해 중단 |
| 1944–45   | EPA 라르나카                  | 3–1                           | 아포엘                        |
| 1945–46   | EPA 라르나카                  | 2–1                           | 아포엘                        |
| 1946–47   | 아포엘                        | 4–1                           | 아노르토시스                  |
| 1947–48   | AEL 리마솔                    | 2–0                           | 아포엘                        |
| 1948–49   | 아노르토시스                  | 3–0                           | 아포엘                        |
| 1949–50   | EPA 라르나카                  | 2–1                           | 아노르토시스                  |
| 1950–51   | 아포엘                        | 7–0                           | EPA 라르나카                  |
| 1951–52   | 체틴카야 튀르크               | 4–1                           | 페조포리코스 라르나카         |
| 1952–53   | EPA 라르나카                  | 2–1                           | 체틴카야 튀르크               |
| 1953–54   | 체틴카야 튀르크               | 2–1                           | 페조포리코스 라르나카         |
| 1954–55   | EPA 라르나카                  | 2–1                           | 페조포리코스 라르나카         |
| 1955–1958 | 미개최                        | 미개최                        | 미개최                        |
| 1958–59   | 아노르토시스                  | 1–0                           | AEL 리마솔                    |
| 1959–1961 | 미개최                        | 미개최                        | 미개최                        |
| 1961–62   | 아노르토시스                  | 5–2                           | 올림피아코스 니코시아         |
| 1962–63   | 아포엘                        | 2–2 / 1–0 (R)                 | 아노르토시스                  |
| 1963–64   | 아노르토시스                  | 3–0                           | 아포엘                        |
| 1964–65   | 오모니아                      | 5–1                           | 아폴론 리마솔                 |
| 1965–66   | 아폴론 리마솔                 | 4–2                           | 네아 살라미나                 |
| 1966–67   | 아폴론 리마솔                 | 1–0                           | 알키 라르나카                 |
| 1967–68   | 아포엘                        | 2–1                           | EPA 라르나카                  |
| 1968–69   | 아포엘                        | 1–0                           | 오모니아                      |
| 1969–70   | 페조포리코스 라르나카         | 2–1                           | 알키 라르나카                 |
| 1970–71   | 아노르토시스                  | 1–1 (aet) / 1–0 (aet) (R)     | 오모니아                      |
| 1971–72   | 오모니아                      | 3–1 (aet)                     | 페조포리코스 라르나카         |
| 1972–73   | 아포엘                        | 1–0                           | 페조포리코스 라르나카         |
| 1973–74   | 오모니아                      | 2–0                           | 에노시스 네온 파랄림니        |
| 1974–75   | 아노르토시스                  | 3–2                           | 에노시스 네온 파랄림니        |
| 1975–76   | 아포엘                        | 6–0                           | 알키 라르나카                 |
| 1976–77   | 올림피아코스 니코시아         | 2–0                           | 알키 라르나카                 |
| 1977–78   | 아포엘                        | 3–0                           | 올림피아코스 니코시아         |
| 1978–79   | 아포엘                        | 1–0 (aet)                     | AEL 리마솔                    |
| 1979–80   | 오모니아                      | 3–1                           | 알키 라르나카                 |
| 1980–81   | 오모니아                      | 1–1 (aet) / 3–0 (R)           | 에노시스 네온 파랄림니        |
| 1981–82   | 오모니아                      | 2–2 (aet) / 4–1 (R)           | 아폴론 리마솔                 |
| 1982–83   | 오모니아                      | 2–1                           | 에노시스 네온 파랄림니        |
| 1983–84   | 아포엘                        | 3–1 (aet)                     | 페조포리코스 라르나카         |
| 1984–85   | AEL 리마솔                    | 1–0                           | EPA 라르나카                  |
| 1985–86   | 아폴론 리마솔                 | 2–0                           | 아포엘                        |
| 1986–87   | AEL 리마솔                    | 1–0                           | 아폴론 리마솔                 |
| 1987–88   | 오모니아                      | 2–1                           | AEL 리마솔                    |
| 1988–89   | AEL 리마솔                    | 3–2 (aet)                     | 아리스 리마솔                 |
| 1989–90   | 네아 살라미나                 | 3–2                           | 오모니아                      |
| 1990–91   | 오모니아                      | 1–0                           | 올림피아코스 니코시아         |
| 1991–92   | 아폴론 리마솔                 | 1–0                           | 오모니아                      |
| 1992–93   | 아포엘                        | 4–1                           | 아폴론 리마솔                 |
| 1993–94   | 오모니아                      | 1–0 (aet)                     | 아노르토시스                  |
| 1994–95   | 아포엘                        | 4–2                           | 아폴론 리마솔                 |
| 1995–96   | 아포엘                        | 2–0 (aet)                     | AEK 라르나카                  |
| 1996–97   | 아포엘                        | 2–0                           | 오모니아                      |
| 1997–98   | 아노르토시스                  | 3–1                           | 아폴론 리마솔                 |
| 1998–99   | 아포엘                        | 2–0                           | 아노르토시스                  |
| 1999–00   | 오모니아                      | 4–2                           | 아포엘                        |
| 2000–01   | 아폴론 리마솔                 | 1–0                           | 네아 살라미나                 |
| 2001–02   | 아노르토시스                  | 1–0                           | 에트니코스 아크나             |
| 2002–03   | 아노르토시스                  | 0–0 (aet, 5–3 pen)            | AEL 리마솔                    |
| 2003–04   | AEK 라르나카                  | 2–1                           | AEL 리마솔                    |
| 2004–05   | 오모니아                      | 2–0                           | 디게니스 모르푸               |
| 2005–06   | 아포엘                        | 3–2 (aet)                     | AEK 라르나카                  |
| 2006–07   | 아노르토시스                  | 3–2                           | 오모니아                      |
| 2007–08   | 아포엘                        | 2–0                           | 아노르토시스                  |
| 2008–09   | APOP 키니라스                 | 2–0                           | AEL 리마솔                    |
| 2009–10   | 아폴론 리마솔                 | 2–1                           | 아포엘                        |
| 2010–11   | 오모니아                      | 1–1 (aet, 4–3 pen)            | 아폴론 리마솔                 |
| 2011–12   | 오모니아                      | 1–0                           | AEL 리마솔                    |
| 2012–13   | 아폴론 리마솔                 | 2–1 (aet)                     | AEL 리마솔                    |
| 2013–14   | 아포엘                        | 2–0                           | 에르미스 아라디푸             |
| 2014–15   | 아포엘                        | 4–2                           | AEL 리마솔                    |
| 2015–16   | 아폴론 리마솔                 | 2–1                           | 오모니아                      |
| 2016–17   | 아폴론 리마솔                 | 1–0                           | 아포엘                        |
| 2017–18   | AEK 라르나카                  | 2–1                           | 아폴론 리마솔                 |
| 2018–19   | AEL 리마솔                    | 2–0                           | 아포엘                        |
| 2019–20   | 코로나19 범유행으로 인해 중단 | 코로나19 범유행으로 인해 중단 | 코로나19 범유행으로 인해 중단 |
| 2020–21   | 아노르토시스 파마구스타       | 2–1 (aet)                     | 올림피아코스 니코시아         |
| 2021–22   | 오모니아                      | 0–0 (aet, 5–4 pen)            | 에트니코스 아크나             |
| 2022–23   | 오모니아                      | 1–0                           | AEL 리마솔                    |
| 2023–24   | 파포스                        | 3–0                           | 오모니아                      |
| 2024–25   | AEK 라르나카                  | 0–0 (aet, 5–4 pen)            | 파포스                        |

## 성적

### 클럽별 성적
| 클럽                   | 우승 | 준우승 | 우승 시즌 |
| ---------------------- | ---- | ------ | --- |
| 아포엘                 | 21   | 12     | 1936–37, 1940–41, 1946–47, 1950–51, 1962–63, 1967–68, 1968–69, 1972–73, 1975–76, 1977–78, 1978–79, 1983–84, 1992–93, 1994–95, 1995–96, 1996–97, 1998–99, 2005–06, 2007–08, 2013–14, 2014–15 |
| 오모니아               | 16   | 8      | 1964–65, 1971–72, 1973–74, 1979–80, 1980–81, 1981–82, 1982–83, 1987–88, 1990–91, 1993–94, 1999–2000, 2004–05, 2010–11, 2011–12, 2021–22, 2022–23                                            |
| 아노르토시스           | 11   | 6      | 1948–49, 1958–59, 1961–62, 1963–64, 1970–71, 1974–75, 1997–98, 2001–02, 2002–03, 2006–07, 2020–21                                                                                           |
| 아폴론 리마솔          | 9    | 8      | 1965–66, 1966–67, 1985–86, 1991–92, 2000–01, 2009–10, 2012–13, 2015–16, 2016–17 |
| AEL 리마솔             | 7    | 12     | 1938–39, 1939–40, 1947–48, 1984–85, 1986–87, 1988–89, 2018–19 |
| EPA 라르나카           | 5    | 3      | 1944–45, 1945–46, 1949–50, 1952–53, 1954–55 |
| AEK 라르나카           | 3    | 2      | 2003–04, 2017–18, 2024–25 |
| 트러스트               | 3    | 1      | 1934–35, 1935–36, 1937–38 |
| 체틴카야 튀르크        | 2    | 1      | 1951–52, 1953–54 |
| 페조포리코스 라르나카  | 1    | 7      | 1969–70 |
| 올림피아코스 니코시아  | 1    | 4      | 1976–77 |
| 네아 살라미나          | 1    | 2      | 1989–90 |
| 파포스                 | 1    | 1      | 2023–24 |
| APOP 키니라스          | 1    | –      | 2008–09 |
| 알키 라르나카          | –    | 5      | |
| 에노시스 네온 파랄림니 | –    | 4      | |
| 에트니코스 아크나      | –    | 2      | |
| 아리스 리마솔          | –    | 1      | |
| 디게니스 모르푸        | –    | 1      | |
| 에르미스 아라디푸      | –    | 1      | |

### 클럽별 상세 참가 및 성적
다음 표는 창립부터 2016–17 시즌까지 컵 대회에 참가한 클럽별 참가 횟수와 각 팀의 우승 횟수, 결승 진출 횟수, 4강 및 8강 진출 횟수, 그리고 각 팀이 달성하거나 겪은 진출 및 탈락 횟수를 보여준다.
팀은 대회 참가 횟수를 기준으로 분류된다. 현재까지 총 158개 팀이 키프로스컵에 참가했다. 모든 컵 대회(2016–17 시즌 포함 총 74회)에 참가한 팀은 없다. 아포엘과 AEL은 그리스 리그에 참가한 시즌에만 한 번씩 불참했다.
| 순위 | 클럽                                        | 참가 횟수 | 우승 | 준우승 | 4강 | 8강 | 진출 | 탈락 |
| ---- | ------------------------------------------- | --------- | ---- | ------ | --- | --- | ---- | ---- |
| 1    | 아포엘 FC                                   | 75        | 21   | 11     | 53  | 58  | 155  | 54   |
| 2    | AEL 리마솔                                  | 75        | 7    | 11     | 27  | 49  | 110  | 69   |
| 3    | 올림피아코스 니코시아                       | 72        | 1    | 3      | 18  | 37  | 76   | 71   |
| 4    | 아노르토시스 파마구스타 FC                  | 69        | 11   | 6      | 31  | 51  | 127  | 59   |
| 5    | 아리스 리마솔 FC                            | 65        | 0    | 1      | 7   | 23  | 66   | 65   |
| 6    | 네아 살라미스 파마구스타 FC                 | 60        | 1    | 2      | 12  | 32  | 86   | 59   |
| 7    | AC 오모니아                                 | 59        | 16   | 8      | 36  | 50  | 141  | 45   |
| 8    | 아폴론 리마솔                               | 58        | 9    | 8      | 28  | 38  | 114  | 49   |
| 9    | 알키 라르나카 FC                            | 53        | 0    | 5      | 8   | 21  | 69   | 53   |
| 10   | 에노시스 네온 파랄림니 FC                   | 51        | 0    | 4      | 7   | 28  | 75   | 51   |
| 11   | PAEEK FC1                                   | 49        | 0    | 0      | 1   | 4   | 38   | 49   |
| 12   | EPA 라르나카 FC                             | 47        | 5    | 3      | 14  | 26  | 56   | 42   |
| 13   | 에트니코스 아크나 FC                        | 46        | 0    | 1      | 5   | 15  | 49   | 46   |
| 14   | 오셀로스 아티에누 FC                        | 46        | 0    | 0      | 0   | 1   | 22   | 46   |
| 15   | 페조포리코스 라르나카 FC                    | 45        | 1    | 7      | 17  | 29  | 66   | 44   |
| 16   | 에르미스 아라디푸 FC                        | 45        | 0    | 1      | 1   | 7   | 43   | 45   |
| 17   | 독사 카토코피아스 FC                        | 45        | 0    | 0      | 2   | 3   | 26   | 45   |
| 18   | 오모니아 아라디푸                           | 45        | 0    | 0      | 0   | 5   | 29   | 45   |
| 19   | 디게니스 아크리타스 모르푸 FC               | 43        | 0    | 1      | 1   | 3   | 36   | 43   |
| 20   | ASIL 리시                                   | 42        | 0    | 0      | 0   | 3   | 29   | 42   |
| 21   | 아나겐니시 데리네이아 FC                    | 42        | 0    | 0      | 0   | 2   | 39   | 42   |
| 22   | 할카노라스 이달리우                         | 41        | 0    | 0      | 0   | 3   | 27   | 41   |
| 23   | 에트니코스 아시아 FC                        | 40        | 0    | 0      | 0   | 3   | 28   | 40   |
| 24   | 아크리타스 클로라카스                       | 39        | 0    | 0      | 0   | 1   | 18   | 39   |
| 25   | APOP 파포스 FC                              | 38        | 0    | 0      | 4   | 8   | 31   | 38   |
| 26   | 오르페아스 니코시아                         | 38        | 0    | 0      | 1   | 4   | 25   | 38   |
| 27   | 에바고라스 파포스                           | 34        | 0    | 0      | 0   | 8   | 37   | 34   |
| 28   | 에노시스 네온 토이 라카타미아               | 34        | 0    | 0      | 0   | 0   | 20   | 34   |
| 29   | APEP FC2                                    | 33        | 0    | 0      | 0   | 2   | 29   | 33   |
| 30   | 아도니스 이달리우                           | 33        | 0    | 0      | 0   | 0   | 20   | 33   |
| 31   | 이라클리스 게롤라쿠                         | 32        | 0    | 0      | 0   | 0   | 13   | 32   |
| 32   | 오니실로스 소티라                           | 30        | 0    | 0      | 0   | 1   | 26   | 30   |
| 33   | 아야 나파 FC                                | 27        | 0    | 0      | 0   | 2   | 26   | 27   |
| 34   | AEZ 자카키우                                | 27        | 0    | 0      | 0   | 0   | 23   | 27   |
| 35   | AEK 키트레아스                              | 27        | 0    | 0      | 0   | 0   | 13   | 27   |
| 36   | AEK 라르나카 FC                             | 24        | 2    | 2      | 11  | 18  | 50   | 22   |
| 37   | 케라브노스 스트로볼루 FC3                   | 23        | 0    | 0      | 0   | 2   | 13   | 23   |
| 38   | 아폴론 림피온                               | 22        | 0    | 0      | 0   | 0   | 19   | 22   |
| 39   | 아치로나스 리오페트리우                     | 21        | 0    | 0      | 0   | 0   | 16   | 21   |
| 40   | MEAP 니수                                   | 21        | 0    | 0      | 0   | 0   | 18   | 21   |
| 41   | AEM 모르푸                                  | 19        | 0    | 0      | 0   | 0   | 6    | 19   |
| 42   | 엘피다 실로파구                             | 19        | 0    | 0      | 0   | 0   | 12   | 19   |
| 43   | 에트니코스 라치온 FC                        | 18        | 0    | 0      | 0   | 0   | 2    | 18   |
| 44   | 엘리아 리트로돈타                           | 18        | 0    | 0      | 0   | 0   | 4    | 18   |
| 45   | 네오스 아이오나스 트리코무                  | 18        | 0    | 0      | 0   | 0   | 11   | 18   |
| 46   | 체틴카야 튀르크 S.K.4                       | 17        | 2    | 2      | 12  | 14  | 17   | 15   |
| 47   | 디게니스 아크리타스 입소나                  | 17        | 0    | 0      | 0   | 0   | 17   | 17   |
| 48   | 롯치디스 맘마리                             | 17        | 0    | 0      | 0   | 0   | 9    | 17   |
| 49   | 아나겐니시 게르마소게이아스 FC              | 15        | 0    | 0      | 0   | 0   | 11   | 15   |
| 50   | AEP 파포스 FC                               | 14        | 0    | 0      | 1   | 2   | 17   | 14   |
| 51   | APEP 펠렌드리우                             | 14        | 0    | 0      | 0   | 0   | 10   | 14   |
| 52   | ENAD 아유 도메티우 FC                       | 14        | 0    | 0      | 0   | 0   | 3    | 14   |
| 53   | 에노시스 코키노트리미티아                   | 14        | 0    | 0      | 0   | 0   | 9    | 14   |
| 54   | 디게니스 오로클리니스                       | 13        | 0    | 0      | 0   | 0   | 7    | 13   |
| 55   | 켄트로 네오티타스 마로니톤                  | 13        | 0    | 0      | 0   | 0   | 7    | 13   |
| 56   | 올림포스 실로파구                           | 13        | 0    | 0      | 0   | 0   | 10   | 13   |
| 57   | AEK 카톨리키                                | 12        | 0    | 0      | 0   | 0   | 12   | 12   |
| 58   | AEK 아모초스토스                            | 11        | 0    | 0      | 0   | 0   | 0    | 11   |
| 59   | ASO 오르미데아                              | 11        | 0    | 0      | 0   | 0   | 5    | 11   |
| 60   | 에트니코스 데프테라스                       | 11        | 0    | 0      | 0   | 0   | 11   | 11   |
| 61   | 엘리니스모스 아카키우                       | 11        | 0    | 0      | 0   | 0   | 1    | 11   |
| 62   | 올림피아다 네아폴리스 FC                    | 11        | 0    | 0      | 0   | 0   | 3    | 11   |
| 63   | 오르페아스 아티에누                         | 11        | 0    | 0      | 0   | 0   | 7    | 11   |
| 64   | SEK 아유 아타나시우                         | 11        | 0    | 0      | 0   | 0   | 5    | 11   |
| 65   | 아르메니아 젊은이 협회                      | 10        | 0    | 0      | 0   | 6   | 0    | 10   |
| 66   | 아나겐니시 리트로돈타                       | 10        | 0    | 0      | 0   | 0   | 3    | 10   |
| 67   | ATE PEK 에르가톤                            | 10        | 0    | 0      | 0   | 0   | 5    | 10   |
| 68   | APOP 키니라스 FC                            | 9         | 1    | 0      | 1   | 2   | 13   | 8    |
| 69   | AEK 카코페트리아스                          | 9         | 0    | 0      | 0   | 0   | 8    | 9    |
| 70   | 키니라스 엠파스                             | 9         | 0    | 0      | 0   | 0   | 7    | 9    |
| 71   | 차르가리스 펠레드리우                       | 9         | 0    | 0      | 0   | 0   | 5    | 9    |
| 72   | AEK/아킬레아스 아유 테라폰타                | 8         | 0    | 0      | 0   | 0   | 4    | 8    |
| 73   | 아트로미토스 예로스키푸                     | 8         | 0    | 0      | 0   | 0   | 6    | 8    |
| 74   | 독사 팔리오메토쿠                           | 8         | 0    | 0      | 0   | 0   | 3    | 8    |
| 75   | 에트니코스 아스테라스 리마솔                | 8         | 0    | 0      | 0   | 0   | 1    | 8    |
| 76   | OXEN 페리스테로스                           | 8         | 0    | 0      | 0   | 0   | 4    | 8    |
| 77   | 포세이도나스 이올루                         | 8         | 0    | 0      | 0   | 0   | 4    | 8    |
| 78   | 수루클리스 트룰론                           | 8         | 0    | 0      | 0   | 0   | 3    | 8    |
| 79   | 파로스 아크로폴레오스                       | 8         | 0    | 0      | 0   | 0   | 1    | 8    |
| 80   | 포티아코스 프레나루                         | 8         | 0    | 0      | 0   | 0   | 7    | 8    |
| 81   | ENAD 폴리스 크리소스쿠 FC                   | 7         | 0    | 0      | 0   | 0   | 5    | 7    |
| 82   | 투이 아브고루 FC                            | 7         | 0    | 0      | 0   | 0   | 3    | 7    |
| 83   | 파르테논 조데이아                           | 7         | 0    | 0      | 0   | 0   | 1    | 7    |
| 84   | 프레나루 FC 2000                            | 7         | 0    | 0      | 0   | 0   | 3    | 7    |
| 85   | AEM 메소지스5                               | 6         | 0    | 0      | 0   | 0   | 5    | 6    |
| 86   | AOL – 오모니아 라카타미아스6                | 6         | 0    | 0      | 0   | 0   | 4    | 6    |
| 87   | APEY 입소나                                 | 6         | 0    | 0      | 0   | 0   | 5    | 6    |
| 88   | 파포스 FC                                   | 5         | 1    | 0      | 1   | 2   | 3    | 5    |
| 89   | 카르미오티사 FC                             | 5         | 0    | 0      | 0   | 1   | 3    | 5    |
| 90   | 아킬레아스 카이마클리 FC                    | 5         | 0    | 0      | 0   | 0   | 0    | 5    |
| 91   | 독사 데브테라                               | 5         | 0    | 0      | 0   | 0   | 3    | 5    |
| 92   | 에노시스 네온 파레클리시아 FC               | 5         | 0    | 0      | 0   | 0   | 1    | 5    |
| 93   | 키모나스 실로팀푸                           | 5         | 0    | 0      | 0   | 0   | 0    | 5    |
| 94   | 리바디아코스 리바디온                       | 5         | 0    | 0      | 0   | 0   | 6    | 5    |
| 95   | 올림피아스 프레나루 FC                      | 5         | 0    | 0      | 0   | 0   | 0    | 5    |
| 96   | 트립톨레무스 에브리푸                       | 5         | 0    | 0      | 0   | 0   | 2    | 5    |
| 97   | 에노시스 네온 트러스트                      | 4         | 3    | 1      | 4   | 3   | 7    | 1    |
| 98   | AEK 쿠클리아 FC                             | 4         | 0    | 0      | 0   | 0   | 1    | 4    |
| 99   | AMEK 캅살루                                 | 4         | 0    | 0      | 0   | 0   | 2    | 4    |
| 100  | AMEP 파레클리시아                           | 4         | 0    | 0      | 0   | 0   | 2    | 4    |
| 101  | 아나겐니시 프로스피곤 아유 안토니우 레메수  | 4         | 0    | 0      | 0   | 0   | 0    | 4    |
| 102  | ATE PEK 파레클리시아스                      | 4         | 0    | 0      | 0   | 0   | 0    | 4    |
| 103  | 아킬레아스 아유 테라폰타                    | 4         | 0    | 0      | 0   | 0   | 3    | 4    |
| 104  | 리바노스 코르마키티                         | 4         | 0    | 0      | 0   | 0   | 0    | 4    |
| 105  | 니코스 & 소크라티스 에리미스                | 4         | 0    | 0      | 0   | 0   | 1    | 4    |
| 106  | 파넬리니오스 리마솔                         | 4         | 0    | 0      | 0   | 0   | 0    | 4    |
| 107  | PEFO 올림피아코스                           | 4         | 0    | 0      | 0   | 0   | 1    | 4    |
| 108  | 스파르타코스 키티우                         | 4         | 0    | 0      | 0   | 0   | 4    | 4    |
| 109  | 겐출레르 빌리이 SK                          | 3         | 0    | 0      | 0   | 1   | 1    | 3    |
| 110  | FC 에피스코피                               | 3         | 0    | 0      | 0   | 0   | 1    | 3    |
| 111  | 아마투스 리마솔                             | 3         | 0    | 0      | 0   | 0   | 0    | 3    |
| 112  | 아페안 아야 나파                            | 3         | 0    | 0      | 0   | 0   | 4    | 3    |
| 113  | 독사 폴레미디온                             | 3         | 0    | 0      | 0   | 0   | 3    | 3    |
| 114  | 엘피다 프로스피곤 파푸                      | 3         | 0    | 0      | 0   | 0   | 1    | 3    |
| 115  | 에노시스 파넬리니우-안타에우스 리마솔       | 3         | 0    | 0      | 0   | 0   | 2    | 3    |
| 116  | 파니코스 푸르구리디스 레메수                | 3         | 0    | 0      | 0   | 0   | 2    | 3    |
| 117  | 포세이돈 라르나카스                         | 3         | 0    | 0      | 0   | 0   | 0    | 3    |
| 118  | 마우사 튀르크 귀쥐 S.K.                     | 3         | 0    | 0      | 0   | 0   | 2    | 3    |
| 119  | 도안 튀르크 빌리이                          | 2         | 0    | 0      | 0   | 1   | 3    | 2    |
| 120  | 아도니스 예로스키푸                         | 2         | 0    | 0      | 0   | 0   | 0    | 2    |
| 121  | AEK 카라바 FC                               | 2         | 0    | 0      | 0   | 0   | 1    | 2    |
| 122  | 알키 오로클리니                             | 2         | 0    | 0      | 0   | 0   | 0    | 2    |
| 123  | 아나겐니시 라르나카스                       | 2         | 0    | 0      | 0   | 0   | 1    | 2    |
| 124  | 아나겐니시 트라초니                         | 2         | 0    | 0      | 0   | 0   | 0    | 2    |
| 125  | 안타에우스 리마솔                           | 2         | 0    | 0      | 0   | 0   | 0    | 2    |
| 126  | 아페아 아크로티리우                         | 2         | 0    | 0      | 0   | 0   | 0    | 2    |
| 127  | 아리온 레메수                               | 2         | 0    | 0      | 0   | 0   | 0    | 2    |
| 128  | 아솝 바틸리                                 | 2         | 0    | 0      | 0   | 0   | 0    | 2    |
| 129  | 디게니스 아유 니콜라우                      | 2         | 0    | 0      | 0   | 0   | 2    | 2    |
| 130  | 디나모 페르볼리온                           | 2         | 0    | 0      | 0   | 0   | 1    | 2    |
| 131  | 엘피다 리오페트리우                         | 2         | 0    | 0      | 0   | 0   | 0    | 2    |
| 132  | 에노시스 네온 아야 나파                     | 2         | 0    | 0      | 0   | 0   | 2    | 2    |
| 133  | 가이차크 니코시아                           | 2         | 0    | 0      | 0   | 0   | 0    | 2    |
| 134  | 겐츨리크 귀쥐 T.S.K.                        | 2         | 0    | 0      | 0   | 0   | 0    | 2    |
| 135  | 코르마키티스 FC                             | 2         | 0    | 0      | 0   | 0   | 1    | 2    |
| 136  | 올림피아스 림피온                           | 2         | 0    | 0      | 0   | 0   | 0    | 2    |
| 137  | 올림포스 아케리투                           | 2         | 0    | 0      | 0   | 0   | 0    | 2    |
| 138  | 파니코스 & 소크라티스 자카키우              | 2         | 0    | 0      | 0   | 0   | 0    | 2    |
| 139  | 아메안 아유 니콜라우                        | 1         | 0    | 0      | 0   | 0   | 2    | 1    |
| 140  | 아나겐니시 무탈루                           | 1         | 0    | 0      | 0   | 0   | 0    | 1    |
| 141  | 아노르토시스 카토 폴레미디아                | 1         | 0    | 0      | 0   | 0   | 1    | 1    |
| 142  | 아폴론 아티에누                             | 1         | 0    | 0      | 0   | 0   | 0    | 1    |
| 143  | APOP 팔레코리우                             | 1         | 0    | 0      | 0   | 0   | 0    | 1    |
| 144  | 아스피스 필라스                             | 1         | 0    | 0      | 0   | 0   | 0    | 1    |
| 145  | 엠파, 키프로스                              | 1         | 0    | 0      | 0   | 0   | 0    | 1    |
| 146  | 에나즈 아야 조니 리마솔                     | 1         | 0    | 0      | 0   | 0   | 2    | 1    |
| 147  | 에나프 파포스                               | 1         | 0    | 0      | 0   | 0   | 0    | 1    |
| 148  | 에노시스 아기온 오모리기톤                  | 1         | 0    | 0      | 0   | 0   | 0    | 1    |
| 149  | 에바고라스 팔리카리데스 아기온 트리미티아스 | 1         | 0    | 0      | 0   | 0   | 0    | 1    |
| 150  | 제노나스 라르나카                           | 1         | 0    | 0      | 0   | 0   | 1    | 1    |
| 151  | 케드로스 코르마키티                         | 1         | 0    | 0      | 0   | 0   | 0    | 1    |
| 152  | 키소스 FC 키소네르가스                      | 1         | 0    | 0      | 0   | 0   | 0    | 1    |
| 153  | 키소스 키소네르가                           | 1         | 0    | 0      | 0   | 0   | 1    | 1    |
| 154  | 쿠리오 에피스코피                           | 1         | 0    | 0      | 0   | 0   | 1    | 1    |
| 155  | 랄 리시                                     | 1         | 0    | 0      | 0   | 0   | 0    | 1    |
| 156  | 오셀로스 파마구스타                         | 1         | 0    | 0      | 0   | 0   | 0    | 1    |
| 157  | 포도스파이리코스 오밀로스 실로팀푸 2006     | 1         | 0    | 0      | 0   | 0   | 0    | 1    |
| 158  | SEAAS                                       | 1         | 0    | 0      | 0   | 0   | 0    | 1    |
| 159  | 터키 클럽 오브 라르나카                     | 1         | 0    | 0      | 0   | 0   | 0    | 1    |

범례:
- 8강 및 4강 진출은 결과에 관계없이 인정된다. 즉, 팀이 결승에 진출하면 8강(있는 경우) 진출과 4강 진출이 인정된다.
- 컵 준우승팀은 패배한 모든 결승전에 대해 탈락이 인정된다.
- 컵 우승팀은 우승한 각 컵에 대해 진출이 인정되지 않는다.

참고:
1팀은 PAEK으로 4회, PAEK/AEK으로 3회, PAEEK으로 40회 참가했다.

2팀은 APEP 리마솔으로 8회, APEP 피트실리아스로 25회 참가했다.

3팀은 에노시스-케라브노스로 일부 참가했다.

4팀은 레프코샤 튀르크 스포르 쿨뤼뷔로 11회, 체틴카야 튀르크로 6회 참가했다.

5팀은 AEM 메소지스로 3회, AEM 메소지스/이올루로 3회 참가했다.

6팀은 AOL 라카타미아스로 2회, AOL – 오모니아 라카타미아스로 4회 참가했다.

## 같이 보기
- 키프로스 슈퍼컵
- 키프로스 여자컵
- 하부 리그 키프로스컵

## 참고 문헌
- Gavreilides, Michalis; Papamoiseos, Stelios (2001).  Ένας αιώνας Κυπριακό ποδόσφαιρο [키프로스 축구 1세기] (그리스어). 니코시아: The writer. ISBN 9963-8720-1-8.
- Meletiou, Giorgos (2011).  Κυπριακό ποδόσφαιρο 1900–1960 [키프로스 축구 1900–1960] (그리스어). 니코시아: Power Publishing. ISBN 978-9963-688-87-6.
- Stephanidis, Giorgos (2003).  40 χρόνια κυπριακές ομάδες στην Ευρώπη [유럽 키프로스 팀 40년] (그리스어). 니코시아: Haravgi. ISBN 9963-8841-1-3.
- Stephanidis, Giorgos (2015).  Μεγάλες Στιγμές Κυπριακού Ποδοσφαίρου 1934-2014 [키프로스 축구의 위대한 순간] (그리스어). 키프로스: The writer. ISBN 978-9963-8841-3-1.
- Papamoiseos, Stelios (2013).  Από την... ενοποίηση στ΄ αστέρια - Κυπριακό Ποδόσφαιρο 1953-2013 [통합에서 별까지 - 키프로스 축구 1953-2013] (그리스어). 니코시아: The writer.
- Papamoiseos, Stelios (2015).  80 χρόνια κυπριακό ποδόσφαιρο 1935-2015 [키프로스 축구 80년 1935-2015] (그리스어). 니코시아: The writer. ISBN 978-9963-8720-6-0.